# 食道癌
食道癌（esophageal cancer）是原发于食道黏膜上皮或腺体的恶性肿瘤，主要为鳞癌、腺癌，少数为其他癌。常見的症狀包括吞嚥困難與體重減輕，其他症狀還有吞嚥疼痛、沙啞、鎖骨週邊淋巴結腫大、乾咳、以及咳血或吐血。
有兩大類食道癌較為常見：鱗狀細胞癌（鳞癌）主要盛行於開發中國家；而腺癌則在已開發國家較為常見，其他的類型則比較少有。鱗狀細胞癌主要因為吸菸、飲酒、熱飲、嚼檳榔、以及飲食習慣不佳引起；腺癌則主要由吸菸、肥胖、和胃食道逆流所引起。在腺癌發生前，經常可以先看到巴雷斯特食道症。鱗狀細胞癌主要來自食道內沿的皮膚細胞，而腺癌則來自食道下三分之一段上皮組織中的腺體細胞。
食道癌的診斷需使用內視鏡做切片檢查。預防食道癌的方式則包括戒菸與健康飲食。食道癌的治療依分期、位置、病人整體身心狀況、以及日常生活功能而定。小而未擴散的鱗狀上皮癌常可藉手術治癒，但大多數的狀況都需要在手術外搭配化學療法與放射療法，化學療法與放射療法可減緩體積較大的腫瘤生長速度。已經轉移的食道癌或是身體狀況不適合手術的患者則建議接受安寧緩和醫療。治療的成效受疾病本身的狀況與病人的其他疾病影響，但由於食道癌大多在晚期才被診斷，因此普遍預後不佳（五年存活率平均為13％-18%）。
食道癌在2012年的全球癌症發生率中排行第八（45.6萬個新診斷患者），平均每年造成40萬人死亡（死亡數正在上升中：在1990年時只造成34.5萬人死亡），食道癌的發生率在各國間有巨大差異，全球有一半病患都集中在中國。食道癌好發於男性，相對於女性而言，男性的得病風險大約是三倍。

## 症候及症狀
吞嚥困難是大多數患者的第一個症狀，吞嚥疼痛也可能會發生。液體和軟性食物通常可接受，而較硬的固體食物（如麵包或肉類）就會困難許多。體重下降可能同時是營養不足合併癌症活動的一個表現。常见症状为疼痛，特别是灼烧样痛，可为剧痛、伴随吞咽加重，或为阵痛。

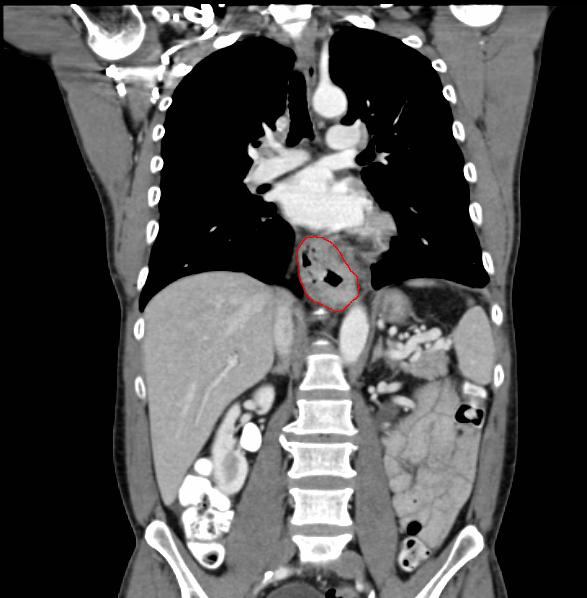
電腦斷層的病處

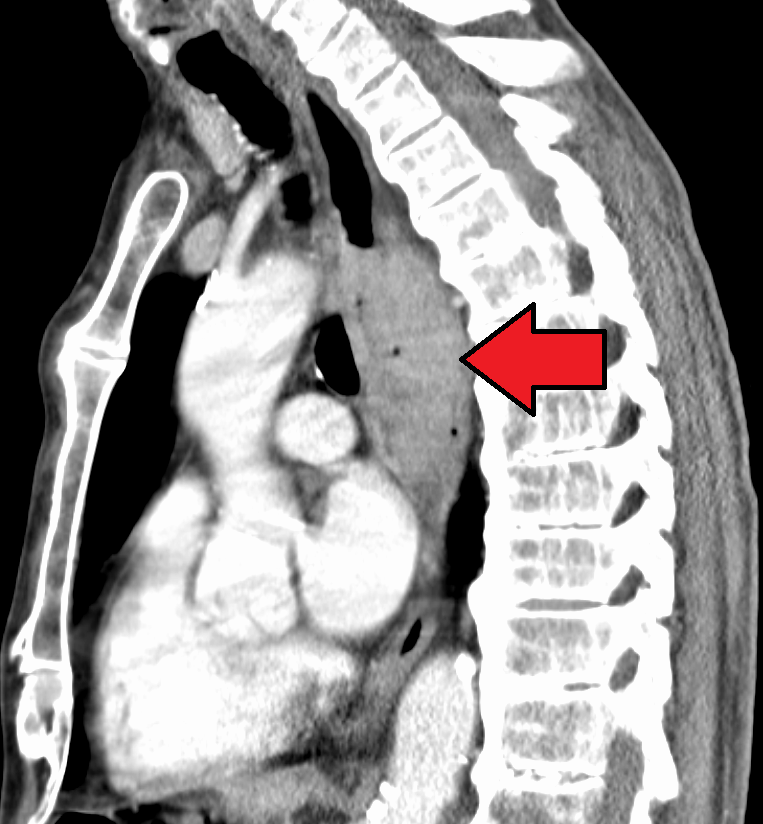
往後背壓迫的情形

癌肿可能扰乱正常的胃蠕動，导致噁心、呕吐和食物逆流。由此还会导致咳嗽和发生吸入型肺炎的危险。肿瘤表面可能易破易出血，临床表现为嘔血。晚期食道癌因癌肿压迫局部组织，还可能引发上腔靜脈症候群等症状。另一个并发症是食道和氣管之间发生瘘管。异物经瘘管入肺导致的肺炎常表现为咳嗽、发热或肺吸入。
已经遠端轉移的食道癌还会在转移部位引起其他症状，例如肝臟转移导致黄疸、腹水，肺转移导致呼吸困難、胸膜積液等。

## 原因及風險因素

### 增加風險
許多風險因素和食道癌有相關性。一些特定類型的食道癌和其風險因素如下：
- 年齡：大部分的病人都超過60歲，在美國平均年齡是67歲[16]。
- 性別：男性居多。
- 吸煙、嚼食檳榔和重度飲酒會增加風險，兩個因素合併則危險大增[18]。
- 吞食氢氧化钠或其他腐蝕性物質。
- 某些特殊食材，例如醃漬物裡的亚硝胺。
- 有過頭頸部癌症病史者，會增加第二次頭頸部區域的癌症，包含食道癌。
- 卜拉蒙-文生氏症候群（Plummer-Vinson syndrome）：併發貧血與食道蹼（webs）的一種症候群。
- 胼胝症（Tylosis）和侯威-伊凡斯症候群（Howel-Evans syndrome）：遺傳性的手掌與腳底皮膚增厚症候群。
- 因其他疾病而在縱膈腔採取過放射線療法[16]。
- 兒童脂肪便症和原發性膽汁鬱積性肝硬化（PBC）和鱗狀細胞癌有關。
- 逆流性食道炎（GERD）和其長期性結果巴瑞特氏食道症（Barrett's esophagus）會慢性刺激其黏膜層增生。此因素和腺癌關係較大，而其他風險因子則普遍和鱗狀細胞癌較相關[19]。

### 降低風險
- 服用阿斯匹林（Aspirin）或相關藥物（非類固醇抗發炎藥）者會降低罹患風險[20]。
- 關於幽門螺桿菌對於食道腺瘤（adenocarcinoma）的關係還不是很被確定，但在基礎生理的研究上發現其對於食道癌有保護的機制[21][22]。目前初步假设为幽門螺桿菌防止慢性胃炎的发生，而后者容易导致的逆流性食道炎会增加发生食道腺瘤的几率[23]。
- 美國國家癌症中心（NCI）认为“多食用白菜、菜花、西蘭花等绿色和黄色蔬菜、水果能降低食道癌的发病率”[24]。
- 科学研究发现某些浆果，特别是覆盆子和黑覆盆子，有防止食道癌和一些其他癌症的保护作用[25]。

## 治療方法

### 一般治療方法
食道癌的治疗方法取决于癌细胞的类型（腺癌（adenocarcinoma）/鳞癌（squamous cell carcinoma）或其他形态）、肿瘤分期、患者一般情况和有无其他疾病而定。总的来说，患者需要保证摄入足够的营养和得到适当的口腔卫生护理。
对于不能吞咽的患者，可以考虑在食道内插入人工支架（stent）以缓解其进食、饮水、吞咽唾液的困难。人工支架也可以用于缓解封闭瘘的症状。不能正常进食或在治疗期间的患者可使用安置胃管或胃造瘘術（人工造成通过皮肤直接进胃的孔道）。有些患者容易将食物或唾液后吸入气管，导致吸入性肺炎，这些人也可受益于胃管或胃造瘘。

### 腫瘤治療
约20-30%的患者病灶限于局部，可以考虑外科手術治疗。体积较大但仍属局部的肿瘤可以先施以化學療法或放射疗法，把肿瘤缩小到适宜手术的范围（不过这类疗法目前在医学界还很有争议）。
目的为治愈的手术主要是食管切除术--人为切除包含病灶的部分或全部食道。分经裂孔（从颈和腹部同时进入）、开胸和三切口（经右胸、颈、腹）三种是。因为切除后食道缩短，一般将胃上提并与食道断段吻合，或截取部分肠替代食道。对于已经扩散的肿瘤，以治愈为目的的切除已没有意义，但仍可以考虑为了缓解患者症状的外科手术。
激光疗法使用高强度的光来消灭肿瘤细胞，而不伤害身体其他部位。此疗法一般用于手术无法切除的肿瘤，以减轻梗阻和疼痛、促进吞咽。光動力療法（PDT）是一种特殊的激光疗法。患者摄入特殊的药物，经特殊光源照射，活化在肿瘤细胞中聚集的药物成分，从而杀灭癌细胞。
食道癌的化學療法由肿瘤分型而各异。常用的化疗药物是每三周给予順鉑（順一雙氨雙氯鉑，cisplatin）、卡鉑（顺二氨環丁烷铂，carboplatin）或奧沙利鉑（雙胺類環己烷草酸鉑，oxaliplatin），同时持续或每三周给予5-氟尿嘧啶（5-FU）。更新的研究结果发现，对晚期不易手术的患者，加上泛艾黴素（Epirubicin, ECF）的效果更好化疗可以作为术后巩固治疗（用来降低复发的可能）、术前巩固治疗；而对于不宜手术的情况也可用顺铂和5-氟尿嘧啶化疗。目前的临床试验着重于比较不同化疗药物组合的效果。例如已在II/III期的REAL-2试验比较了四个不同组合--泛艾黴素10公絲和順鉑或奧沙利鉑，同时不断注入氟尿嘧啶或卡培他濱（氟嘧啶氨基硝酸鹽，capecitabine）。
放射線療法可以在化疗或手术前/后/中进行，有的时候单用来对症治疗。对于病灶未转移，但因其他原因不宜手术的患者，化疗也可作为治愈手段。

## 後續追蹤及預後
病人在疗程结束后一般要被追踪观察。很多患者需进一步接受对症治疗和改善营养。
食管癌的预后多很差。接受治疗性手术后的患者术后5年存活率仅为25%，不宜治疗性手术的患者其预后更差。为了提高患者的生活品質，应尽早强调对症治疗和临终关怀。

## 流行病學
总体来说，食道癌属于发生率很低的癌症；但在世界部分地区，如亚洲的中国、印度和日本，欧洲的英国，以及环裡海地区则显现出相对较高的食道癌发病率。在中国尤其以太行山周边地区发病率高于其他地区，食管癌发病有时也表现出家族遗传性，如林州市食管癌有阳性家族史占比60%。

## 參看
- 巴洛氏食道症/巴瑞特氏食道症

## 外部連結
- （英文）Cathy's EC Cafe （页面存档备份，存于）（Private support group resource）
- （英文）Esophageal Cancer Awareness Association （页面存档备份，存于）
- （英文）"深入了解食道癌"
- （英文）MedlinePlus: Esophageal Cancer （页面存档备份，存于）
- （英文）NCI的食道癌主页 （页面存档备份，存于）
- （英文）Oesophageal Cancer at Cancer Research UK
- （英文）Oesophageal Cancer Facts/ Resources (BBC) (Last updated: 30 Jan. 2004)
- （英文）Tea and Cancer Prevention Fact Sheet (NCI Fact Sheet) （页面存档备份，存于）